# Dactyloscirus nicobarensis
Dactyloscirus nicobarensis är en spindeldjursart som först beskrevs av Gupta och Soumyendra Nath Ghosh 1980.  Dactyloscirus nicobarensis ingår i släktet Dactyloscirus och familjen Cunaxidae. Inga underarter finns listade i Catalogue of Life.